# Saint Laurent
Saint Laurent is een Franse biografische film uit 2014 geregisseerd door Bertrand Bonello. De film ging in première op 17 mei op het Filmfestival van Cannes.

## Verhaal
De film verhaalt over het leven van de Franse modeontwerper Yves Saint Laurent in de periode 1967-1976, toen hij op het hoogtepunt van zijn carrière was.

## Rolverdeling

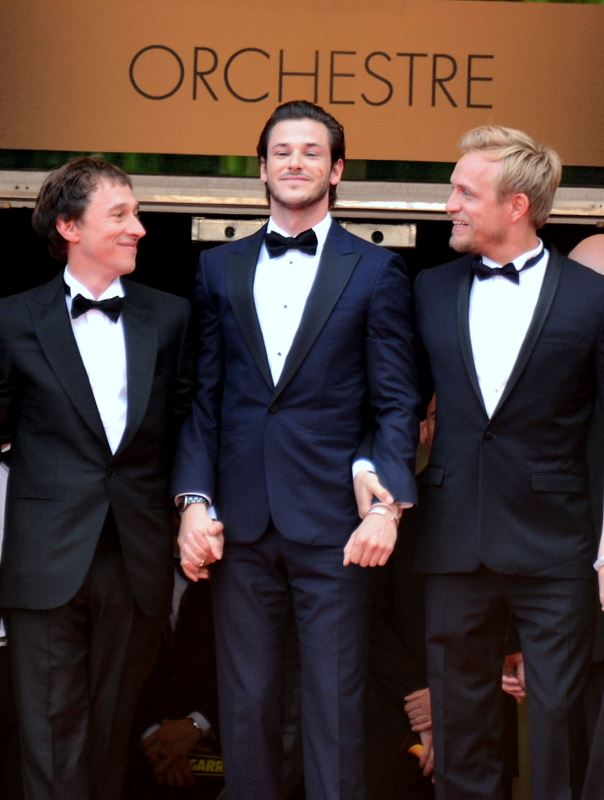
Bertrand Bonello, Gaspard Ulliel en Jérémie Renier tijdens het Filmfestival van Cannes 2014

- Gaspard Ulliel als Yves Saint Laurent
- Jérémie Renier als Pierre Bergé
- Louis Garrel als Jacques de Bascher
- Léa Seydoux als Loulou de la Falaise
- Amira Casar als Anne-Marie Munoz
- Aymeline Valade als Betty Catroux
- Helmut Berger als Yves Saint Laurent in 1989
- Valeria Bruni Tedeschi als Madame Duzer
- Micha Lescot als Monsieur Jean-Pierre
- Jasmine Trinca als Talitah
- Valérie Donzelli als Renée
- Dominique Sanda als Lucienne

## Productie
De filmopnamen begonnen op 30 september 2013 en de film deed mee in de competitie van het Filmfestival van Cannes van 2014. Hij werd ook geselecteerd voor Frankrijk voor de Oscars 2015 in de categorie Beste niet-Engelstalige film maar werd niet genomineerd. De film werd in 2015 in tien categorieën genomineerd voor een César maar behaalde alleen de César voor beste kostuums.